# Стародубский полк
Староду́бский полк — административно-территориальная и войсковая единица — полк Гетманщины самоназвание, в официальных документах — Войско Запорожское, существовавший с середины XVII века до 1781 года.
Полковой город — Стародуб (ныне районный центр Брянской области Российской Федерации). К 1765 году, уряд (старшина или урядники) полка и его сотен состояли из: полковника (см. Стародубские полковники (года)), обозного, судьи, есаула, сотников, писарей, хорунжего м бунчужного, получавшие в потомственное владение от государственной власти Российской империи имения и крепостных, и вступившие в дворянское достоинство..

## История
Стародубский полк был самым обширным из всех десяти полков Гетманщины. В состав его входили округи двух древних центров Северской земли — Стародуба и Новгорода-Северского, каждый из которых в период феодальной раздробленности Руси был центром самостоятельного княжества (Стародубское княжество и Новгород-Северское княжество). После образования государств Русского и Литовского, расположенная на их пограничье Северская земля обратила на себя притязание обоих государств. Войны между Россией и Литвой велись преимущественно за обладание Северской землёй.
Полуторавековая зависимость Северской земли от Литвы не изгладила в её населении исконно православную веру. Когда окатоличенная Литва захотела было окатоличить и народ Северской земли, последний настолько активно воспротивился этому, что Русскому царству удалось, воспользовавшись этим, без всякой войны добиться отделения Северщины от Литвы и присоединить её к Русскому государству.
После своего соединения с Польшей Литва в продолжение всего XVI в. предпринимала усилия, чтобы отвоевать обратно Северскую землю. Однако, все усилия польско-литовского государства оставались безуспешными до начала XVII века, когда русское государство, обессиленное Смутным временем, должно было уступить соседскому притязанию на Северщину. В 1618 году, по Деулинскому перемирию, утверждённому затем в 1634 году Поляновским договором, Северская земля была уступлена Литве и вошла в состав польско-литовской республики, в её составе Стародубщина относилась к Смоленскому воеводству, хотя территориально не была связана с его основной частью.
Завладев Стародубским краем, Польша вновь предприняла попытку утвердить здесь католическую веру, чем вызвала дополнительное недовольство местного населения. Поэтому казачьему войску Богдана Хмельницкого в 1648 году не составило особого труда изгнать отсюда новоявленных польских панов и их приспешников. После нескольких лет тяжёлого вооружённого противостояния с Речью Посполитой казаки были вынуждены обратиться к Русскому государству с просьбой принять малороссийское казачество в его состав.
Административное устройство Малороссии в это время было весьма неопределённым. После Зборовского договора, в 1649 году были составлены «реестры всего Войска Запорожского», поделенного на полки, причём на левой стороне Днепра показаны поделённые на сотни полки: Переяславский, Кропивенский, Миргородский, Полтавский, Прилуцкий, Нежинский и Черниговский. Это деление казацкого войска на полки, составленное наскоро, легло затем в основу и административного устройства Малороссии, когда вместе с изгнанием поляков рушился устроенный ими порядок внутреннего управления и возникла необходимость замены его новым. Требовалось устройство какого бы то ни было порядка для внутреннего управления целой областью, без которого не могло обходиться местное население. Требовалась власть, которая взяла бы в свои руки гражданское управление областью. За неимением её во главе гражданского управления той или другой местности явился тот самый полковник, который начальствовал над полком, в состав которого входило население той же местности. Таким образом, полк стал выражать собой не только военную, но и гражданскую единицу, и Малороссия разделилась в гражданском отношении на несколько округов, которые стали называться полками. Каждый такой полк подразделялся, в свою очередь, на части, которые, заимствуя своё название также от военного деления полка, стали называться сотнями. Полковники и сотники соединили в своих руках как военную, так и гражданскую власть, причём в последнюю включена была, кроме административной, и судебная власть. В таком виде гражданского управления Малороссия вошла в состав Русского государства в 1654 году.
В 1654 году Стародубщина вошла в состав Нежинского полка как автономная территория, которую возглавлял наказной полковник. Придя к власти в 1663 году, Иван Брюховецкий провел административную реформу, направленную на послабление огромного Нежинского полка, где преобладали сторонники его политического оппонента, нежинского полковника Василия Золотаренко. Среди прочего, им была выделена отдельная административная единица из Нежинского полка — Стародубский реестровый полк.
В 1668 году Пётр Дорошенко, который занял Левобережье и вытеснил Брюховецкого на юг, создал из сотен Нежинского и Стародубского полков Новгород-Северский полк, куда вошли Новгород-Северская и Шептаковская сотни. Но новый левобережный гетман Демьян Многогрешный в начале 1669 года упразднил Новгород-Северский полк и восстановил прежнее административное деление.

В 1696 году, киевский воевода князь Барятинский получил от стародубского жителя Суслова письмо, в котором тот пишет: "Начальные люди теперь в войске малороссийском все поляки. При Обидовском, племяннике Мазепы, нет ни одного слуги казака. У казаков жалоба великая на гетманов, полковников и сотников, что для искоренения старых казаков, прежние вольности их все отняли, обратили их себе в подданство, земли все по себе разобрали. Из которого села прежде на службу выходило казаков по полтораста, теперь выходит только человек по пяти или по шести. Гетман держит у себя в милости и призрении только полки охотницкие, компанейские и сердюцкие, надеясь на их верность и в этих полках нет ни одного человека природного казака, все поляки…— С. М. Соловьев — «Исторія Россіи», т. XIV. М 1962, кн. VII, стр. 597-598
Осенью 1708 года указ Петра I о сожжении Стародубского полка — «для паленя в полку Стародубовском некрепких городков, сел, гумен и млынов» — а также марш шведов на Украину — стал, согласно историку Татьяне Таировой-Яковлевой, поворотным моментом для гетмана Мазепы и его перехода на сторону шведов.
В Малороссии, с проведением судебной реформы 1763 года, поселённые полки делились по судебным делам на поветы. Стародубский полк был разделён на два повета — Стародубский и Погарский. В каждом повете был учреждён земский суд (поветовый земской суд), пребывавший в поветовом городе.
Указом Екатерины II в 1782 году территория бывшего Стародубского полка вошла в состав новообразованного Новгород-Северского наместничества, а с 1802 года составила северную часть Черниговской губернии (Новгород-Северский, Стародубский, Мглинский, Суражский и Новозыбковский уезды).
Из казаков Стародубщины в 1783 году сформирован полк русской армии — Стародубовский 34-й драгунский полк (с 1908 года переименован в 12-й драгунский полк).
В 1919 году бо́льшая часть территории бывшего Стародубского полка вошла в состав РСФСР и ныне относится к Брянской области (Российская Федерация).

## География
Стародубский полк располагался в среднем течении реки Десны, включая приток последней — Судость, в верховьях Снова, в среднем течении Ипути и Беседи. Всё это пространство покрыто было почти сплошными лесами, значительная часть которых в первобытном своём виде сохранялась даже к началу XVIII века. Заселение территории велось преимущественно в направлении с юго-востока на северо-запад.
Большими земельными угодьями на территории полка владела Киево-Печерская лавра. После церковной реформы патриарха Никона в конце 1660-х годов на территории стародубского полка возникло около двух десятков слобод переселенцев-старообрядцев.
Ряд городов Стародубского полка был пожалован магдебургским правом: Стародуб, Почеп, Погар, Мглин, Новгород-Северский.
Стародубский полк был крупнейшим в Малороссии поставщиком на внешний рынок пеньки, конопляного масла, мёда, воска.

## Административное деление
Первоначально административно Стародубский полк состоял из полкового и 10 сотенных урядов (полковой Стародубская, и сотенные: Новгородская, Шептаковская, Погарская, Почепские, Мглинская, Дроковская, Поповогорская, Бобовицкая и Топальская), позднее сотенное деление изменялось.
В 1763 году на территории полка созданы два судебных уезда — Стародубский и Погарский, а в 1766 году три комиссарства — Стародубское, Топальское и Новгород-Северское. По ревизии 1764 года, в полку было 12 сотен, 7050 выборных казаков, 18 107 подпомощников и 147 629 посполитых.
К моменту расформирования полка (1781 год) в его состав входили следующие сотни: две полковые Стародубские, две Почепские, Новоместская, Топальская, Мглинская, Бакланская, Погарская, Новгородская (Новгород-Северская) и Шептаковская. На этот момент на территории Стародубского полка было четыре города, три местечка и 1118 прочих населённых пунктов.

## Состав
В состав реестрового полка входили сотни, полковое и сотенные местечки, под командой сотников:
- Стародубская
- Вторая Стародубская
- Почепская
- Вторая Почепская
- Новоместская
- Топальская
- Мглинская
- Бакланская
- Погарская
- Новгород-Северская
- Шептаковская

## Стародубские полковники (годы)
Стародубский полковник или полковник Стародубский — выборные или наказные (возможно представлены не все):
- Коровка, Яков Карпович (?-1653) — наказной;
- Федор Якубович[11] — наказной (пожалованный в 1654 году Богданом Хмельницким[11]);
- Пашко (1654) — наказной;
- Рубан, Опанас Яремович (1654.03., 1656 нак.);
- Золотаренко-Оникеенко, Тимош (1654.06., 1655.05.) — наказной;
- Семенович, Андрей (1655.03.) — наказной;
- Яременко, Михаил (1655, 1656) — наказной;
- Рубец, Михаил Иванович (1656) — наказной;
- Гуляницкий, Иван (1656.05., 1657.06.) — наказной;
- Обуйноженко, Яков (Яцко Обуйноженко[10]) (1657) — наказной;
- Иосипович, Роман (1657.07.) — наказной;
- Рославец, Петр Иванович (1659—1663);
- Рославец, Авдей Иванович (1661.07.) — наказной;
- Петрович, Прокоп (1661) — наказной;
- Плотный, Иван Яковлевич (Терник Иван) (1663.07.-1665);
- Острянин, Лесько Никитович (?-1665.17.03.-1667);
- Алексеевич, Тимош (1665.04.-1665.05., 1666.01.02.) — наказной;
- Рубец Михаил Иванович (?-1666-?) — наказной;
- Небаба, Михаил (1666—1667);
- Рославец, Петр Иванович[10] (?-1668.01.-1672.12.);
- Игнатович, Сава (Шумейко) (1672.12.-1673.03.);
- Рославец, Петр Иванович (?-1673.11.-1676.06.);
- Дащенко, Григорий (1672) — наказной;
- Алексеевич, Тимош (1673.04., 1676.06.) — наказной;
- Алексеевич, Тимош (1676.28.07.-1678.07.);
- Рубец, Михаил Иванович (1676, 1677) — наказной;
- Семён Скоропадский[12][13][14];
- Мовчан, Федор Лукьянович (?-1678.05.-1678.06.-?);
- Коровка-Вольский, Григорий Карпович (?-1678.13.10.-1681.08. -?);
- Асауленко, Гнат (1679) — наказной;
- Мархоленко, Михаил (1680) — наказной;
- Самойлович, Семён Иванович (?-1682.07.-1685.7.06.);
- Самойлович, Яков Иванович (1685.07.-1687.07.);
- Алексеевич, Тимош (1686 — наказной; 1687.07.-1689.08.);
- Мархаленко, Михаил (1693.04.) — наказной;
- Улезко, Тимош Якович (1689.05.) — наказной;
- Миклашевский, Михаил Андреевич[15] (1689.07.-1700-ран. 1702. 02.);
- Завадовский, Яков (1690.02.) — наказной;
- Колчевский, Фёдор (1695) — наказной;
- Чарнолузский, Николай Маркович (1692) — наказной;
- Силенко, Прокоп (1701, 1703—1704) — наказной;
- Старосельский, Григорий (1703) — наказной;
- Завадовский, Яков (1703.08., 1704.08-11. — наказной);
- Миклашевский, Михаил Андреевич (?-1705.02.-1706.03);
- Силенко, Прокоп (1706—1707) — наказной;
- Скоропадский, Иван Ильич (1706—1708);
- Полубинский, Станислав (1706.07.) — наказной;
- Соболевский, Семён (1708) — наказной;
- Силенко, Прокоп (1708. 03.) — наказной;
- Жоравка, Лукьян Иванович[16] (1709—1719);
- Силенко, Прокоп (1709, 1710, 1712 — наказной);
- Рубец, Илья Иванович (1711) — наказной;
- Чарнолузский, Иван Маркович[15] (1719 — 1722) — наказной;
- Галецкий, Семен (1719) — наказной;
- Лизогуб, Яков Ефимович[17] (1721 году правил[17]);
- Миклашевский, Андрей Михайлович (1722) — наказной;
- Бороздна, Иван Лавринович (1722) — наказной;
- Корецкий, Петр[15] (1722—1723) — наказной;
- Березовский, Семен (1723) — наказной;
- Кокошкин, Леонтий (1723.10.-1724) — наказной;
- Пашков, Илья Иванович[18] (1726.5.04.-1727) — наказной;
- Бороздна, Иван Лавринович (1724) — наказной;
- Миклашевский Степан Михайлович (1725) — наказной;
- Миклашевский Андрей Михайлович (c 1729.11.10.) — наказной;
- Дуров, Александр Иванович (1730.10.-1734.3.05.) — наказной;
- Радищев, Афанасий Прокопович[19] (Радищев, Афанасий (меньшой) Прокофьевич[20]) (1734—1741) — наказной;
- Ханенко, Михаил Степанович (1738) — наказной;
- Максимович, Федор Дмитриевич (1741.2 3.09.-1756.03.-?);
- Борсук, Яким Якимович (1757.23.06.-1759);
- Карнович, Степан Ефимович (?-1762-?);
- князь Хованский, Юрий Васильевич (1763—1767);
- Миклашевский, Михаил Андреевич (1769—1778) — наказной;
- Завадовский, Яков Васильевич (1778—1782).